# Old Monk
Old Monk — марка тёмного рома, производимого с 1954 года в Индии, в городе Газиабад (штат Уттар-Прадеш) компанией Mohan Meakin Ltd.

## Общие сведения
Old Monk имеет тёмную окраску, крепость его составляет 42,8 % алкоголя. Выдерживается 7 лет, в отдельных случаях — 12 лет. Разливается в бутылки шести различных вариантов: 90 ml, 180 ml («quarter»), 375 ml, 500ml, 750 ml («khamba») и 1 литр. Напиток имеет ванильно-шоколадный запах и вкус. Наиболее продаваемый в Индии ром и одна из наиболее популярных марок рома в мире (в 2004 году — третья по продаваемости марка рома в мире). В 1982 году Old Monk был удостоен золотой медали по квалификации крепких спиртных напитков у Monde World Selections.
Old Monk употребляется как в различных коктейлях, так и смешанным с колой, минеральной водой и с лаймом. В Индии после смешивания с водой используется также при лечении простудных заболеваний.
На ноябрь 2013 года ром Old Monk за пределами Индии поставляется в США, Великобританию, Россию, Германию, Канаду, Новую Зеландию, Японию, Финляндию, Эстонию и ОАЭ.

## Ассортимент
- Old Monk Supreme Rum
- Old Monk Gold Reserve Rum
- Old Monk XXX Rum
- Old Monk Deluxe XXX Rum
- Old Monk White Rum
- Old Monk Legend — (лимитированное производство)